# Israelitische Kultusgemeinde Schwaben-Augsburg
Die Israelitische Kultusgemeinde Schwaben-Augsburg ist eine jüdische Gemeinde mit Sitz in der schwäbischen Stadt Augsburg, Deutschland.

## Geschichte

### Hochmittelalter
Die erste Erwähnung von Juden in Augsburg stammt aus dem Jahr 1212. Historiker gehen davon aus, dass es in den Jahren 1230–1235 bereits eine kleine jüdische Gemeinde von einigen Dutzend Familien in Augsburg gab. Der jüdische Friedhof wurde 1231 erwähnt. Bereits 1240 wird eine Reihe von Gebäuden im Besitz der Gemeinde urkundlich erwähnt. Eine Synagoge und ein Verwaltungsgebäude der jüdischen Gemeinde wurden unter dem Jahr 1259 erwähnt. Und 1290 baten die Juden den Rat der Stadt aus religiösen Gründen um die Erlaubnis, ein eigenes Badehaus zu bauen. Kurze Zeit später verfügte Augsburg nicht nur über eine Synagoge, ein Verwaltungs- und ein Badehaus, sondern auch über eine eigene Bäckerei, einen Tanzsaal und ein Studienhaus als Teil des jüdischen Gemeindekomplexes.
Der Rabbiner der Augsburger Gemeinde wird in den Chroniken als „Judenmeister“, „Großjude“ oder „Judenbischof“ bezeichnet. Er war dafür verantwortlich, dass nicht nur die religiösen, sondern auch die weltlichen Vorschriften von den Gemeindemitgliedern befolgt wurden, womit die Weisungen sowohl des Gemeinderats als auch des Augsburger Stadtrats gemeint waren. Im mittelalterlichen Europa war dies der Autorität der katholischen Bischöfe in ihren Ländern sehr ähnlich, weshalb der Rabbiner damals „Judenbischof“ genannt wurde. Der bedeutendste der Augsburger Rabbiner war Jacob Weill, der von 1412 bis 1438 an der Spitze der Gemeinde stand. Weill verhandelte 1433 in Basel mit Kaiser Sigismund über die Höhe der von den Juden zu zahlenden Krönungssteuer.
Allmählich wuchs der Reichtum der jüdischen Oberschicht durch ihre aktive Beteiligung an Handel und Wucher. Der Grund dafür war das für Christen im Mittelalter bestehende Verbot der Kirche, sich an Finanzgeschäften zu beteiligen. Der wachsende Reichtum eines Teils der jüdischen Gemeinschaft rief jedoch eine starke negative Reaktion des aggressivsten Teils der Stadtbewohner hervor. Dies war nicht zuletzt auf den Wunsch einflussreicher Schuldner zurückzuführen, ihre Schulden loszuwerden.

### Die Pest und die Vertreibung der Juden aus Augsburg
In den Jahren 1348 und 1349 brach in Europa eine schreckliche Pestepidemie aus, der in vielen Ländern zwischen einem Viertel und einem Drittel der Bevölkerung zum Opfer fiel. Das Ausmaß der Epidemie stand in engem Zusammenhang mit der Überbevölkerung und dem Gedränge in den mittelalterlichen Städten sowie der Vernachlässigung der Hygienevorschriften. Währenddessen waren die Juden aufgrund ihrer religiösen Gebote verpflichtet, die Hygienevorschriften stets einzuhalten, so dass die Verluste durch die Pest unter der jüdischen Bevölkerung relativ gering waren. Die bei solchen Massenkatastrophen übliche Hysterie fand ihr Ziel in den jüdischen Gemeinden. Ihre relative Unverwundbarkeit gegenüber einer Epidemie ließ den Verdacht aufkommen, dass Hexerei im Spiel war. Die traditionelle Abneigung gegen Außenseiter führte zu dem Schluss, dass die Juden nicht nur Hexerei betrieben, sondern auch die Pest über die Christen brachten und die Quellen vergifteten. Vielerorts wurden zu dieser Zeit Juden getötet oder aus den deutschen Städten vertrieben, so auch in Augsburg. Obwohl die Chroniken unter 1355 wieder 18 jüdische Familien in Augsburg verzeichnen, machten der Hass und das Misstrauen der anderen Stadtbewohner ihren Aufenthalt in der Stadt sehr gefährlich.
Die Juden wurden mit einer sehr hohen Steuer belegt, ihre Häuser wurden erneut in Brand gesteckt und ihr Eigentum wurde geplündert. Im Jahr 1434 verpflichtete der Augsburger Stadtrat alle Juden, einen gelben Kreis auf ihrer Kleidung zu tragen, als Zeichen ihres Judentums. Im Jahr 1438 ordnete der Stadtrat die Ausweisung aller Juden aus Augsburg für mehrere Jahrhunderte an. Jüdische Wohnungen wurden beschlagnahmt, die Synagoge und andere öffentliche Gebäude wurden in Bürgerhäuser umgewandelt, und die Grabsteine auf dem jüdischen Friedhof wurden zu Baumaterial verarbeitet. Bis zur Wende vom 18. zum 19. Jahrhundert war es den Juden nicht gestattet, sich dauerhaft in Augsburg niederzulassen.

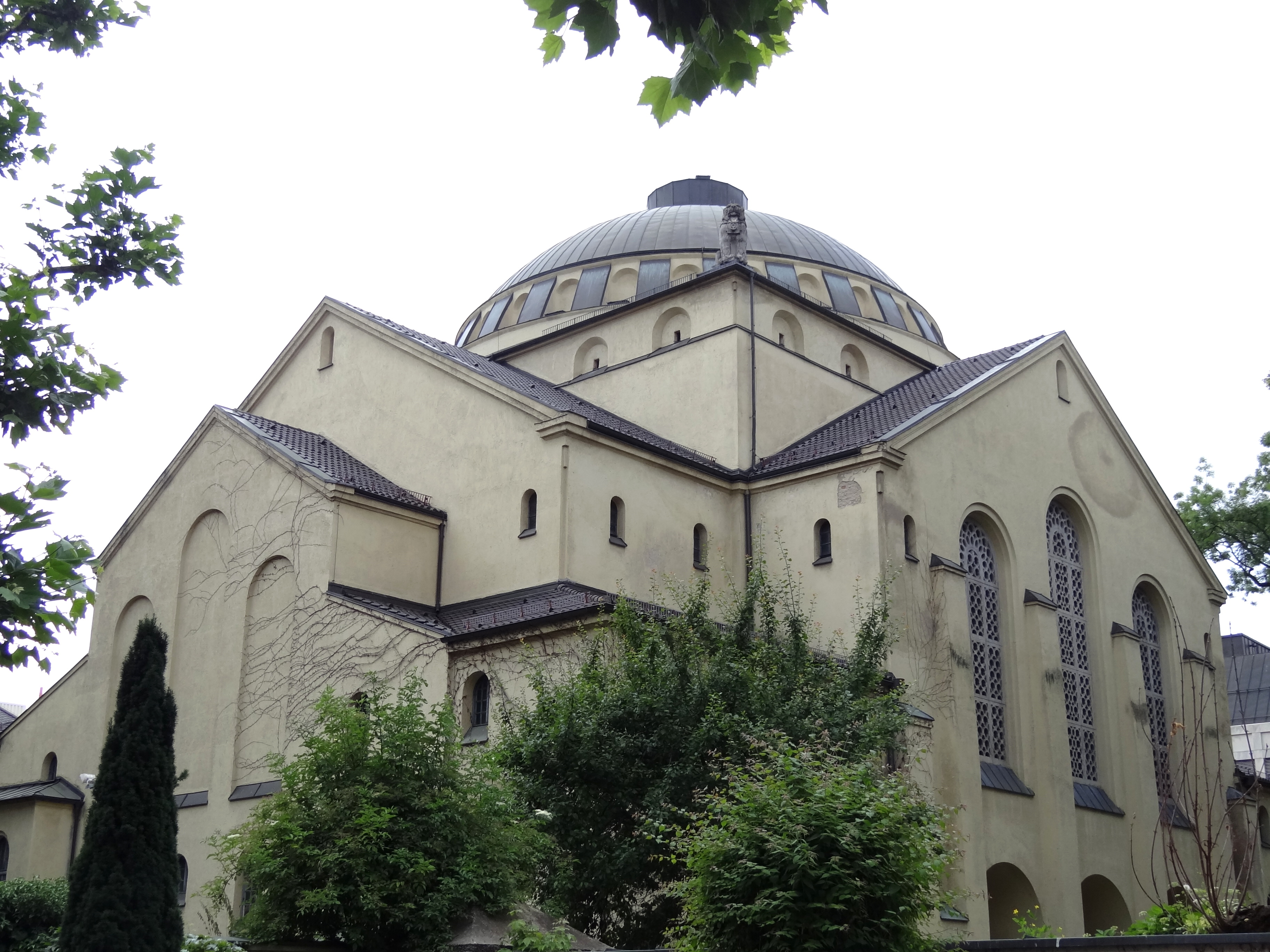
Jüdische Synagoge Augsburg

### Wiederaufbau der Gemeinde im 19. Jahrhundert
Das nächste Kapitel der jüdischen Geschichte Augsburgs begann mit dem Ende der Existenz Augsburgs als freie Reichsstadt. Im Jahr 1806 verlor Augsburg seine Unabhängigkeit und wurde Teil Bayerns. Von diesem Jahr an war die jüdische Bevölkerung der Stadt nicht mehr an den Willen der Ratsherren gebunden. Augsburg brauchte das Geld der jüdischen Bankiers für seine Entwicklung: Die Stadt brauchte zu dieser Zeit ein großes Bauprojekt. Hier sind vor allem der Augsburger Bankier Arnold Seligmann und sein Bruder Simon zu nennen, die in München lebten. Sie waren die Mitbegründer der Bayerischen Hypotheken- und Effektenbank, deren Kredite und Wechsel die finanzielle Grundlage für die Entwicklung des Augsburger Immobilienmarktes bildeten.
Bis ins 19. Jahrhundert hat es in Augsburg keine jüdische Gemeinde gegeben; nur einigen jüdischen Bankiers erlaubte der Magistrat, sich mit ihren Familien in der Reichsstadt niederzulassen. Seine „großzügige“ Haltung ließ sich der Stadtrat durch finanzielle Leistungen der wohlhabenden jüdischen Familien entgelten. Erst Mitte des 19. Jahrhunderts setzte – zunächst nur aus den umliegenden Landgemeinden – der Zuzug jüdischer Familien ein, und im Jahre 1861 wurde offiziell die jüdische Gemeinde Augsburg gegründet. Die Zahl der jüdischen Einwohner nahm bis 1910 kontinuierlich zu und erreichte in den 1920er Jahren mit etwa 1.200 Angehörigen ihren Höchststand.
Seit Beginn des 19. Jahrhunderts war die jüdische Bevölkerung in Augsburg stetig gewachsen. Sie kamen aus den verschiedensten Berufsgruppen: Handwerker, Kaufleute, Ärzte und Rechtsanwälte. Das Wachstum der jüdischen Gemeinde führte natürlich dazu, dass ein objektiver Bedarf an einer Synagoge bestand. Sie wurde 1858 in der Wintergasse erbaut und bereits 1863 erweitert. Da die jüdische Bevölkerung weiterwuchs, wurde das Gebäude zu Beginn des 20. Jahrhunderts zu klein. Bereits 1911 gab es Pläne für den Bau des gesamten Komplexes an der Halderstraße, bestehend aus der Synagoge und den dazugehörigen Gebäuden. Die Bauarbeiten begannen 1914, kurz vor Ausbruch des Ersten Weltkriegs, und wurden trotz der Kriegsereignisse 1917 abgeschlossen. Die jüdische Bevölkerung machte zu dieser Zeit nur etwa ein Prozent der Augsburger Bevölkerung aus (1200), umfasste aber eine beträchtliche Schicht wohlhabender Personen. Jüdische Bankiers besaßen ganz oder teilweise etwa 20 Banken in Augsburg, der jüdische Kapitalanteil im Groß- und Einzelhandel war beträchtlich, und viele Juden waren ihrerseits in den Firmen ihrer Glaubensgenossen beschäftigt. Außerdem arbeiteten viele Juden in der Textil- und Chemieindustrie, die sich damals in Augsburg entwickelte. Unter den Juden gab es viele berühmte und angesehene Ärzte, Rechtsanwälte, Künstler und Musiker.

### Die Zeit des Nationalsozialismus
Die Lebensumstände der jüdischen Bevölkerung Augsburgs hatten sich bereits vor Adolf Hitlers Machtübernahme verschlechtert. Zwischen 1924 und 1930 kam es bereits mehrfach zu Nazi-Schändungen des jüdischen Friedhofs in der Haunstetterstraße. Damals handelte es sich jedoch nur um extremistische Streiche, die nichts mit der Staatspolitik zu tun hatten und von der Polizei untersucht wurden. Das änderte sich 1933, als Hitler an die Macht kam. Die Spannungen nahmen von Jahr zu Jahr zu, bis zur Kristallnacht am 10. November 1938. In dieser Nacht setzten die Nazis die Augsburger Synagoge in Brand. Das Feuer konnte bald gelöscht werden, da die Synagoge eng an die Nachbargebäude angrenzte und die Flammen auf die ganze Straße hätten übergreifen können. Doch die Atmosphäre der Verwüstung und Trostlosigkeit ist für die jüdische Gemeinde Augsburgs seither zur Realität geworden. Von den 1030 Juden, die in Augsburg lebten, gelang es etwa der Hälfte, Deutschland zu verlassen. Diejenigen, die zurückblieben, wurden zusammengetrieben und 1942 in die Konzentrationslager deportiert. Nach dem Krieg kehrten nur 25 Personen nach Augsburg zurück, und insgesamt kehrten etwa 300 nach Schwaben zurück.

### Nach dem Zweiten Weltkrieg
Der erste Nachkriegsbürgermeister Augsburgs war jedoch ein Jude, Ludwig Dreyfus, der von den amerikanischen Besatzungsbehörden eingesetzt wurde. Auf die eine oder andere Weise begann sich die jüdische Gemeinde zu erholen. Im Jahr 1946 wurde eine neue Augsburg-Schwäbische Gemeinde gegründet. Bereits 1963 wurden die ersten Gottesdienste in der Augsburger Synagoge abgehalten. Bis zur Massenauswanderung aus der ehemaligen Sowjetunion wuchs die jüdische Gemeinde in Augsburg nur sehr langsam. Im Jahr 1985 wurde das Jüdische Museum im Synagogengebäude eröffnet. Im Jahr 1987 hatte sie nur 247 Mitglieder. Die Situation begann sich 1990 zu ändern, als der Eiserne Vorhang fiel. Seit 1994 kommen jüdische Zuwanderer aus der ehemaligen Sowjetunion nach Augsburg. Heute zählt die Gemeinde mehr als 1.000 Mitglieder, von denen 90 % aus der ehemaligen Sowjetunion stammen.